# 에밀리아노 마르티네스
다미안 에밀리아노 마르티네스 로메로(스페인어: Damián Emiliano Martínez Romero, 1992년 9월 2일~)는 아르헨티나의 축구 선수로 포지션은 골키퍼이다. 현재 잉글랜드 프리미어리그의 애스턴 빌라와 아르헨티나 축구 국가대표팀 소속으로 활동하고 있다.

## 구단 경력
2012년 잉글랜드 프리미어리그의 아스널 FC 소속으로 프로에 데뷔하여 FA 커뮤니티 실드 3회 우승, 2019-20년 잉글랜드 FA컵 우승을 경험했으나 23경기에 출전했던 2019-20 시즌을 제외하고는 꾸준히 주전 자리를 꿰차지 못하면서 옥스퍼드 유나이티드(잉글랜드 4부 리그), 셰필드 웬즈데이, 로더럼 유나이티드, 울버햄턴 원더러스, 레딩 FC(이상 잉글랜드 2부 리그) 그리고 스페인 프리메라리가의 헤타페 CF 등에서 7년간 임대 선수 생활을 이어나갔다.
이후 2020-21 시즌 중반쯤이던 2020년 9월 16일 아스널을 떠나 같은 프리미어리그팀인 애스턴 빌라로 이적한 직후 프리미어리그 2020-21 38경기에 출전하며 2019-20 전체 시즌 이후 1년만에 개인 최다 출장수 기록을 경신했고 이 뿐만 아니라 7할 4푼 6리(74.6%)의 높은 선방율로 20명의 주전 골키퍼 중 이 부문 1위라는 경이로운 기록을 세웠으며 클린시트 부문에서도 15번으로 리그 3위에 오르는 등 맹활약을 펼치면서 애스턴 빌라가 선정한 2020-21 시즌 올해의 선수에 이름을 올렸으나 2022년 FIFA 월드컵 직후 벌어진 잇따른 논란으로 인해 결국 애스턴 빌라로부터 계약해지 통보를 받았다.

## 국가대표팀 경력
2009년부터 2011년까지 아르헨티나 U-17 대표팀과 아르헨티나 U-20 대표팀의 일원으로 7경기에 출전했고 2021년 6월 3일 아르헨티나 A대표팀 소속으로 칠레와의 2022년 FIFA 월드컵 남미 지역 예선 7차전에서 국제 A매치 데뷔전을 치렀다.
그로부터 11일 후인 6월 14일 개막한 2021년 코파 아메리카에 참가하여 칠레와의 A조 개막전에서 후반 12분 상대팀인 아르투로 비달의 페널티킥을 막아내며 1-1 무승부를 이끌었고 이후 콜롬비아와의 4강전 승부차기에서도 상대팀인 다빈손 산체스, 예리 미나, 에드윈 카르도나의 PK를 막아내는 등 7경기 3실점의 눈부신 활약을 펼치며 1993년 코파 아메리카 이후 28년만의 아르헨티나의 코파 아메리카 우승이자 1986년 FIFA 월드컵 이후 36년만의 메이저 대회 우승의 일등공신이 되었으며 이 대회에서의 활약들을 바탕으로 생애 첫 코파 아메리카 골든글러브의 주인공으로 등극했다.
그리고 이듬해에 열린 2022년 FIFA 월드컵 본선에도 출전하여 사우디아라비아와의 C조 조별리그 1차전에서 1-2의 충격적인 패배를 당하며 불안하게 출발했지만 이후 멕시코와의 조별리그 2차전부터 프랑스와의 결승전까지 6경기에서 6골(킬리안 음바페에게 해트트릭을 내줌)을 내주었음에도 결정적인 위기의 순간마다 눈부신 선방쇼를 펼쳤고 특히 네덜란드와의 8강전 승부차기와 프랑스와의 결승전 승부차기에서 4번의 페널티킥을 막아내며 아르헨티나의 36년만의 월드컵 통산 3번째 우승에 기여한 것은 물론 대회 최우수 골키퍼에도 선정되는 영예까지 안았다.
그러나 결승전 시상식에서 받은 골든글러브를 자신의 신체 아래쪽에 갖다댄 후 상체를 뒤로 젖히는 외설스러운 셀레브레이션을 펼쳐 전 세계적으로 논란이 일었고 아르헨티나로 귀국한 직후에는 킬리안 음바페의 인형을 들고 조롱하면서 또 한번 구설수에 오른 끝에 결국 2023년 1월 소속팀이던 애스턴 빌라에서 방출되는 수모를 당했다.
하지만 2022년 FIFA 월드컵 우승의 핵심 멤버이기 때문에 에밀리아노를 원하는 구단은 많았고 벌써 바이에른 뮌헨에서 연락이 오는 상황이었는데 때마침 바이에른 뮌헨의 간판 골키퍼인 마누엘 노이어가 휴양지에서 스키를 타다가 다리 골절상을 당해 당시 그를 대체할 골키퍼가 필요한 상황이었다.
2023년 5월에는 토트넘 홋스퍼, 첼시 FC, 맨체스터 유나이티드 등 골키퍼 자원이 필요한 구단들도 늘어가고는 있으나 애스턴 빌라는 재계약을 우선적으로 진행하려고 하는 상황이다.

## 플레이 스타일
195cm의 피지컬을 바탕으로 한 안정감과 빠른 반사 속도를 통한 슈퍼세이브 능력이 큰 장점으로 평가되고 있는 선수로 특히 마르티네스의 선방 능력 중에서도 가장 두드러지는 점은 캐칭인데 쳐내기만 해도 슈퍼세이브로 보일만한 상황에서 볼을 그냥 잡아내는 상황을 많이 연출하는 등 기상천외한 선방을 자주 보여주는 것은 물론 개인기 역시 짧은 패스에 한정하여 발밑도 나쁜 편은 아니라는 평을 듣는다. 
이는 마르티네스가 양발잡이라는 점에 기인하는 게 큰 것으로 보이며 다만 롱볼의 정확도는 다른 골키퍼들에 비해 부족한 편이라 개선이 필요하는 평가도 존재한다. 하지만 롱볼 정확도 부족 덕분에 골키퍼로서의 집중도가 매우 높다는 장점이 존재한다. 골키퍼가 타 포지션에 능할 경우 마누엘 노이어가 카잔의 기적 당시 범한 실책처럼 경기가 불리하게 돌아가면 골키퍼 포지션을 포기하는 참사가 벌어지기도 한다.
신장이 크고 선방 모션이 시원시원한 점에서 다비드 데헤아가 연상된다는 의견도 있지만 페널티킥 선방 능력이 전무한 데헤아와는 달리 마르티네스는 페널티킥 선방률이 굉장히 높은 편에 속한다.
심리전에 매우 능해 특히 승부차기에 강한데 상대 키커를 약올리거나 긴장하게 해서 침착함을 잃고 공을 차게 만든 후 선방하거나 공이 헛나가게 만드는 능력이 탁월하다. 특히 승부차기에서 상대방 키커 2명을 기본적으로 실축시키기로 악명높다.

## 기타
- 그라운드 안에서는 악동 기질을 보이며 대단히 영악한 골키퍼이지만 사생활은 매우 깔끔하며 되려 인간성은 매우 선량하다.
- 리오넬 메시에게 절대복종하는 성격으로 메시가 명령하면 전쟁터도 뛰어들 수 있다고 한다.
- 2022년 FIFA 월드컵 결승전 당시 착용했던 장갑을 경매에 넘겨 판매했다. 판매 금액은 부에노스아이레스에 소재한 병원에 입원한 소아암 환자 치료 비용으로 기증했다.
- 승부차기에서 가장 많이 이긴 골키퍼이다. 현재까지 4회의 승부차기를 경험해 4회 모두 승리했다.

- 2021년 코파 아메리카 4강: 아르헨티나 1 (승부차기 3 - 2) 1 콜롬비아
- 2022년 FIFA 월드컵 8강: 아르헨티나 2 (승부차기 4 - 3) 2 네덜란드
- 2022년 FIFA 월드컵 결승: 아르헨티나 3 (승부차기 3 - 2) 3 프랑스
- 2024년 코파 아메리카 8강: 아르헨티나 1 (승부차기 4 - 2) 1 에콰도르

## 수상

### 클럽
아스널 FC
- 잉글랜드 FA컵 : 우승 (2019-20)
- FA 커뮤니티 실드 : 우승 (2014, 2015, 2020)

### 국가대표팀
아르헨티나
- FIFA 월드컵 : 우승 (2022)
- 코파 아메리카 : 우승 (2021)
- CONMEBOL-UEFA 컵 오브 챔피언스 : 우승 (2022)

### 개인
- 야신 트로피 : 2023, 2024
- 애스턴 빌라 선정 프리미어리그 올해의 선수 : 2020-21
- 코파 아메리카 최우수 골키퍼 : 2021
- FIFA 월드컵 최우수 골키퍼 : 2022